# Le Patient
Le Patient (titre original : The Patient) est une nouvelle de science-fiction d’Edna Mayne Hull.

## Parutions

### Parutions aux États-Unis
La nouvelle est parue initialement aux États-Unis dans Unknown Worlds n°39, octobre 1943.

### Parutions en France
La nouvelle a été publiée en 1974 dans l'anthologie Histoires de mutants (1974, rééditions en 1975, 1976 et 1985).

### Parutions dans d'autres pays
La nouvelle est parue :
- en langue néerlandaise en 1972 sous le titre Patiënt[3] ;
- en langue croate en 1977[4] et en 1979[5] sous le titre Pacijent.

## Résumé
L'action se déroule en 1943 en Grande-Bretagne, durant la Seconde Guerre mondiale.
Le Dr Lyall Brett pense avoir découvert comment guérir le cancer. Un soir, Peter Grainger se présente à l'hôpital dans lequel Brett travaille. Grainger est connu pour être le patient le plus malchanceux du monde : depuis plusieurs années, il a été atteint de cancers à la gorge, dans les poumons, dans la tête… Grainger se présente donc et demande à Brett de le guérir, s'il a effectivement fait la découverte qu'il se propose d'annoncer bientôt au monde entier. Brett lui explique alors sa méthode pour combattre efficacement le cancer. 
Grainger explique alors au médecin que l'ensemble des humains, d'ici quelques années, auront tous le cancer, qui permettra à l'humanité d'accéder à une nouvelle étape de son évolution. Le cancer est certes « pensé » par les médecins et leurs patients comme une maladie qui tue, mais il n'est en réalité qu'une mutation permettant à l'humanité d'accéder à un stade supérieur de l'évolution : si Brett révèle comment guérir du cancer, ce cheminement sera empêché. Grainger, qui est devenu mutant, assassine donc froidement Brett pour l'empêcher de divulguer ses recherches en vue de la guérison du cancer.